# Kinderbad (Efteling)
Kinderbad is een voormalige attractie in het attractiepark de Efteling. Het is een ondiep zwembad dat geopend is in 1952 en gesloten in 2002.

## Geschiedenis
Het bad was omgeven met wit gepleisterde muurtjes en had vanaf 1961 als blikvanger een knielende witte olifant die met zijn slurf water in het bad spoot. De olifant is ontworpen door Anton Pieck. Bij een grote herordenng in 1990 verhuisde het Kinderbad.

## Sluiting
In 2002 werd het Anton Pieckplein wederom herzien en werd het Kinderbad gesloten en verwijderd. De olifant is verhuisd naar Villa Pardoes.
Lijst van attracties in de Efteling · Lijst van sprookjes in de Efteling · Afbeeldingen